# 東北史学会
東北史学会（とうほくしがくかい、英語: Tohoku Historical Society）は、日本の学術研究団体の一つ。

## 概要
1948年設立。学術研究団体としての種別は単独学会。
会員相互の便宜をはかるとともに、史学の普及発展に資するを目的としている。
国内においては日本歴史学協会に加入している。

## 沿革
- 1948年 - 東北史学会設立。

## 刊行物

### 歴史
- 誌名（和文）：歴史
- 誌名（欧文）：REKISHI
- 創刊年：1949
- 資料種別：ジャーナル（査読付き論文を含む）
- 使用言語：日本語（英文抄録あり）
- 発行形態：印刷体
- 著作権帰属先：著者
- クリエイティブコモンズ：定めていない
- 購読：有料